# La Gravette de Mayolas
La Gravette de Mayolas (ou Lagravète) est un écrivain français du XVIIe siècle. 

## Biographie

### Origine
La Gravette de Mayolas, fils d'un M. Ricardy, professeur d'espagnol, serait d'origine toulousaine. Il a deux sœurs fréquentant les cercles de la préciosité (Somaize).

### Carrière
Il a tenté, avec Robinet, Boursault et d'autres, de poursuivre l'œuvre de Jean Loret et sa Gazette burlesque. 
Il écrit des lettres en vers qu'il dédie à la duchesse de Nemours, dont le feuilleton épistolaire entre Cliante et Célidie (1668-1671), que Maurice Lever, dans Le Roman français au XVIIe siècle considère en 1981 comme le premier roman épistolaire de la littérature française. Il s'agit d'un dialogue entre les amants qui découvrent au fur et à mesure les mouvements de leur cœur, fluctuations entre l’amitié et la passion, entre l’inclination et l’indifférence, l’estime et la colère, de la jalousie à la persévérance amoureuse. Il se concentre pour l’essentiel sur l’attitude chevaleresque de Cliante, toujours prêt à voler au secours de sa bien-aimée. Ce dialogue laisse toutefois la place à des développements plus généraux, sur la paix, la guerre, la justice, la clémence, à la frontière entre la fiction et un essai didactique moral.
Ses lettres ont été rassemblées par la baron James de Rothschild. 